# Clássica Cidade de Torredonjimeno
A Clássica Cidade de Torredonjimeno é uma competição de ciclismo disputada na Espanha em torno da cidade de Torredonjimeno, na Andaluzia.
Criada em 1985, a corrida fazia parte das provas da Copa da Espanha amador de ciclismo.

## Palmarés
| Ano  | Ganhador                  | Segundo                        | Terceiro                   |
| ---- | ------------------------- | ------------------------------ | -------------------------- |
| 1985 | Juan Manuel García        | Jorge Díaz                     | Manuel López               |
| 1986 | Julián Boiza              | Francisco Pérez                | Bern. González             |
| 1987 | Manuel Manchón            | Pedro J. Pérez                 | Ruperto Ortega             |
| 1988 | Foo. Cabelo               | Francisco Pérez                | Mateo Galego               |
| 1989 | Jorge Lacuna              | Jesús Rosado                   | Juan J. Gómez              |
| 1990 | Juan Manuel García        | Juan Bonada                    | Juan Arauz                 |
| 1991 | Jesús Caro                | Alfredo Sánchez                | José Francisco Ibáñez      |
| 1992 | Antonio Peñas             | Jorge Casillas                 | José M. Romero             |
| 1993 | León Giner                | Jesús Caro                     | José Francisco Ibáñez      |
| 1994 | Jesús Peral               | Miguel Ángel Martín Perdiguero | Junichi Kikuta             |
| 1995 | Ignacio Rodríguez         | José C. Moreno                 | José Vicioso               |
| 1996 | Miguel López              | Fernando Alello                | José A Valdés              |
| 1997 | Eligio Requejo            | Juan Navarro                   | Romes Gainetdinov          |
| 1998 | Pedro Jiménez             | Ivan Miguelañez                | E. J. Castillo             |
| 1999 | Gonzalo Bayarri           | Antonio Martín Rodríguez       | José Ignacio Gutiérrez     |
| 2000 | Rubén Lobato              | Sergio Villamil                | Alejandro Valverde         |
| 2001 | Juan Gomis                | Alejandro Valverde             | Juan Diego Navamuel        |
| 2002 | José Antonio López        | Jordi Berenguer                | José Ángel Gómez Marchante |
| 2003 | Xavier Reis               | Luis Pérez Romero              | Antonio Olmo               |
| 2004 | Víctor Gómez              | David Domínguez                | Óscar Cortes               |
| 2005 | Francisco Villalgordo     | Javier Mejías                  | José Antonio Carrasco      |
| 2006 | Francisco Torrella        | Manuel Jesús Jiménez           | Jorge Pérez                |
| 2007 | Samuel Soto               | Francisco Villalgordo          | Antonio García             |
| 2008 | Juan José Lobato          | David Calatayud                | Ismael Esteban             |
| 2009 | Raúl Alarcón              | Jonathan Perdiguero            | Daniel Ania                |
| 2010 | Michael Torckler          | Juan Abenhamar Galego          | José Luis Caño             |
| 2011 | Peter van Dijk            | Francisco García Nicolás       | Edison Bravo               |
| 2012 | Vicente García de Mateos  | Alexey Rybalkin                | Antton Ibarguren           |
| 2013 | Adrián Alvarado           | Higinio Fernández              | Alberto Galego             |
| 2014 | Julen Amézqueta           | Alberto Galego                 | Mikel Bizkarra             |
| 2015 | Antonio Pedrero           | Mikel Iturria                  | Jorge Arcas                |
| 2016 | Héctor Carretero          | Richard Carapaz                | Marcos Jurado              |
| 2017 | Elías Tello               | Juan Antonio López-Cózar       | Erlend Sor                 |
| 2018 | Antonio Gómez de la Torre | Sergio Vega                    | Xavier Cañellas            |
| 2019 | Sergio Martín             | Joel Nicolau                   | Francisco Galván           |

### Vitórias por países
| Vitórias País |               |
| ------------- | ------------- |
| 31            | Espanha       |
| 2             | Chile         |
| 1             | Nova Zelândia |
| 1             | Países Baixos |